# 2924 Mitake-mura
2924 Mitake-mura este un asteroid din centura principală, descoperit pe 18 februarie 1977 de Hiroki Kosai și Kiichiro Hurukawa.